# Jüri Järvet
Jüri Järvet, původním jménem Georgij Jevgeněvič Kuzněcov (rusky Ю́ри Я́рвет, Георгий Евгеньевич Кузнецов, 18. června 1919 Tallinn – 5. července 1995 tamtéž) byl estonský herec, režisér a scenárista.
Jeho otec pocházel z Lotrinska a matka byla Ruska, oba pracovali v tallinnské nemocnici. Od pěti let ho vychovávali adoptivní rodiče, v roce 1936 si nechal poestonštit jméno. Během středoškolského studia účinkoval jako statista v Estonském činoherním divadle, věnoval se tanci a stal se také přeborníkem Tallinnu ve sportovní gymnastice. Za druhé světové války sloužil v Rudé armádě. V roce 1949 vystudoval hereckou školu, pracoval v rozhlase, v roce 1952 získal angažmá v tallinském divadle a v roce 1955 natočil svůj první film Andrusovo štěstí.
Hrál ve filmech Mrtvá sezóna, Šílenství, Poslední relikvie, Hotel U mrtvého horolezce a v televizním seriálu Data Tutašchia. Titulní roli ztvárnil ve filmu Grigorije Kozinceva Král Lear. Ve filmu Andreje Tarkovského Solaris hrál Dr. Snauta (kvůli silnému estonskému přízvuku ho předaboval Vladimir Tatosov). V roce 1993 účinkoval v estonsko–finské kriminální komedii Tma v Tallinnu.
V roce 1975 byl jmenován národním umělcem SSSR. V osmdesátých letech byl poslancem Nejvyššího sovětu Sovětského svazu a předsedou Estonské divadelní asociace.